# Université Türkiye-Azerbaïdjan
L'Université Türkiye-Azerbaïdjan est un établissement d'enseignement supérieur à Ankara, Turquie.

## Histoire
L'Université Türkiye-Azerbaïdjan a été fondée en 2024 grâce à un partenariat entre l'Université technique d'Azerbaïdjan et des institutions turques, notamment l'Université technique du Moyen-Orient, l'Université technique d'Istanbul et l'Université Hacettepe.